# Foaie pentru minte, inimă și literatură
A Foaie pentru minte, inimă și literatură (Lap az észnek, szívnek és irodalomnak) a legelső román irodalmi lap volt, amely a Gazeta de Transilvania mellékleteként jelent meg Brassóban. Főszerkesztője George Bariț, majd 1850-től Iacob Mureșianu volt.
1838. január 1 és június 25. között Foaie literară (Irodalmi Lap), 1838. július 2-ától Foaie pentru minte, inimă și literatură címen adták ki. 1849. március 7-éig hetente egyszer jelent meg, ezt követően 1849–1850-ben felfüggesztették a kiadását. Az utolsó számot 1865. március 8-án adták ki.
A lap mintái a havasalföldi Curier de ambele sexe (Kurír mindkét nemnek), a moldvai Alăuta românească (Román lant), illetve az erdélyi Blätter für Geist, Gemüt und Vaterlandskunde voltak.
A felvilágosodás szellemét követő folyóirat a román nép kulturális felemelkedését és szellemi egységét kívánta szolgálni. Az erdélyiek mellett (George Bariț, Andrei Mureșanu, Timotei Cipariu, Iacob Mureșianu, Ion Codru-Drăgușanu, Aron Densuşianu) mellett számos moldvai és havasalföldi szerző művét is közölte. Az 1848. június 24-i számban jelent meg Vasile Alecsandri Hora Ardealului című verse, amely utóbb Hora Unirii címen vált ismertté. Jelentek meg benne francia, német, angol, olasz és orosz nyelvből készült fordítások, tudományos és politikai cikkek, ismeretterjesztő anyagok.